# Siphlophis worontzowi
Siphlophis pulcher — вид змій родини полозових (Colubridae). Мешкає в Південній Америці.

## Поширення і екологія
Siphlophis pulcher мешкають в Бразильській Амазонії (в штатах Амазонас, Рондонія, Пара і Мату-Гросу), на сході Болівії, спостерігалися в Перу. Вони живуть у вологих тропічних лісах, трапляються на пасовищах та в галерейних лісах. Зустрічаються на висоті від 50 до 500 м над рівнем моря, екземпляр з Перу спостерігався на висоті 2200 м над рівнем моря. Ведуть нічний, деревний спосіб життя. Живляться ящірками.